# Tubna
Tubna (tiếng Ả Rập: تبنة, cũng đánh vần là Tibna hoặc Tebnah) là một ngôi làng ở miền nam Syria, một phần hành chính của Tỉnh Daraa ở vùng Hauran. Nó nằm ở 58   km về phía nam Damascus và 42   km từ Daraa.

## Lịch sử
Tubna là trụ sở của một tu viện Monophysite vào nửa sau của thế kỷ thứ 6. Các chư hầu Ả Rập của Đế quốc Byzantine Ghassanid dường như duy trì sự hiện diện ở Tubna bằng chứng là một câu thơ của nhà thơ đương đại al-Nabigha đã đặt ngôi mộ của tiểu vương Ghassanid giữa giữa Tub Tubna và Jasim. Hơn nữa, Ghassanids là những người ủng hộ kiên quyết của nhà thờ Monophysite và mối quan hệ của họ với Tubna có thể được dựa trên sự hỗ trợ của họ cho tu viện của nó.
Nhà địa lý người Syria Yaqut al-Hamawi đã lưu ý vào những năm 1220 rằng Tubna là "một thị trấn của Hauran, thuộc tỉnh Damascus".

### Thời đại Ottoman
Năm 1596, Tubna xuất hiện trong sổ đăng ký thuế của Ottoman với tên là Tibna và là một phần của nahiya (cấp dưới) của Bani Kilab ở Hauran Sanjak. Nó có một dân số hoàn toàn Hồi giáo bao gồm 30 hộ gia đình và 25 cử nhân. Dân làng đã trả mức thuế cố định 40% đối với lúa mì, lúa mạch, vụ hè, dê và ong; tổng cộng 16.460 akçe. 2,5 / 24 doanh thu đã đi đến một waqf.
Năm 1838, Tibny được ghi nhận là một ngôi làng Hồi giáo, nằm "Nukra, phía bắc Al-Shaykh Maskin".

## Nhân khẩu học
Theo Cục Thống kê Trung ương Syria (CBS), Tubna có dân số 1.272 vào năm 2004. Người dân chủ yếu là người Công giáo Hy Lạp Melkite. Ngôi làng nằm trong số ít các ngôi làng Melkite nằm giữa những ngọn đồi ngăn cách đồng bằng Hauran và khối núi Jabal al-Druze.